# American Gothic (Wood)
Pour les articles homonymes, voir American Gothic.
American Gothic est un tableau de Grant Wood appartenant à la Friends of American Art Collection de l'Art Institute of Chicago. 
Wood a été inspiré par la maison Dibble (en), une construction de style gothique charpentier dont les détails ont attiré son regard, notamment la présence d'une fenêtre supérieure aux trois arcs en ogive, semblable à celles des églises gothiques. Il veut la peindre avec « le genre de personnes qu'[il] imaginait devoir vivre dans cette maison. »

## Description
Le tableau montre un paysan debout à côté de sa fille célibataire devant une maison en bois. La façon dont les personnages sont peints, au premier plan de manière frontale, évoque un style de photographie propre à l'Amérique du XIXe siècle.
À gauche, la femme est vêtue d'une robe noire à col claudine blanc et d'une blouse marron à imprimé colonial imitant le style traditionnel américain d'époque. Sa tenue est agrémentée d'une broche ornée d'un camée orangé. La bouche pincée et les rides apparentes à la commissure de ses lèvres révèlent une certaine amertume. Elle paraît sombre et soucieuse. À droite, un homme plus âgé regarde droit devant sévèrement à travers des lunettes rondes. Son visage allongé, sa calvitie avancée, ses sourcils en accent circonflexe et sa fine bouche lui confèrent un air austère. Il porte une chemise sans col à fines rayures vertes, une salopette en denim sous une veste noire et brandit avec raideur, de sa main droite, une fourche à trois dents. Au-dessus de son épaule gauche, une grange rouge est partiellement visible.
Au centre de la peinture se dresse la célèbre maison avec sa fenêtre haute néo-gothique qui surmonte une terrasse abritée par un auvent reposant sur de frêles colonnes. À travers la fenêtre, on distingue un rideau brodé. Derrière la maison, en arrière-plan, on aperçoit des arbres ronds plutôt naïfs.
La peinture souligne la verticalité associée à l'architecture gothique. La fourche à trois dents trouve un écho dans les coutures de la salopette, la fenêtre gothique et la structure du visage de l'homme.
Malgré son apparente simplicité la peinture ne laisse pas indifférent le spectateur captivé par le regard des personnages.
C'est une des images les plus connues de l'art américain du XXe siècle, et elle est souvent parodiée dans la culture populaire américaine.

## Création

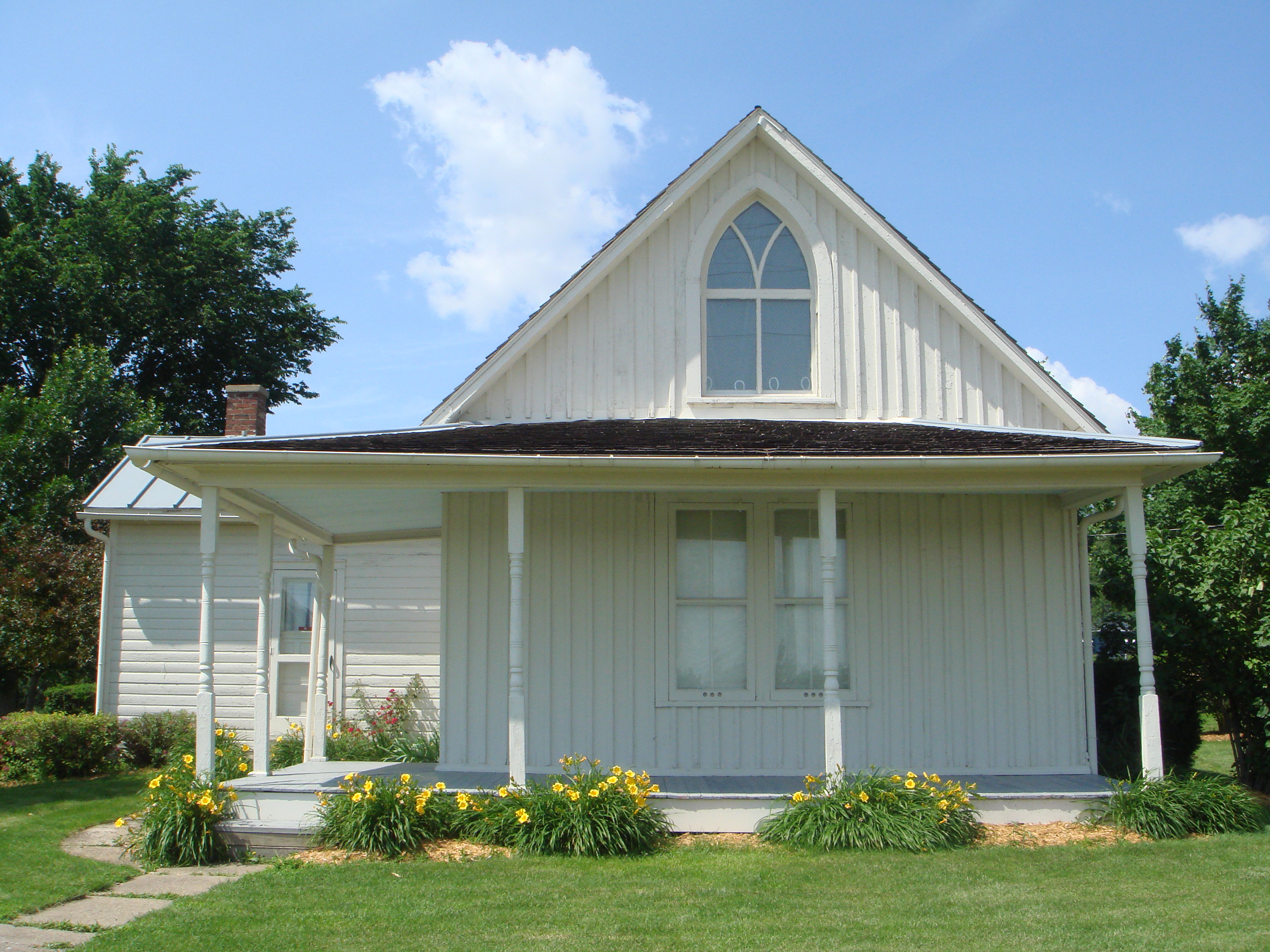
La maison ayant servi de modèle à l’arrière-plan

En 1930, Grant Wood remarque la maison Dibble [Dibble house (en)], une petite maison blanche construite dans le style architectural gothique charpentier à Eldon, une petite ville en plein cœur de l'état de l’Iowa. Il réalise alors un croquis de la façade et y ajoute, au premier plan, deux personnages aux visages étroits et inquiétants.

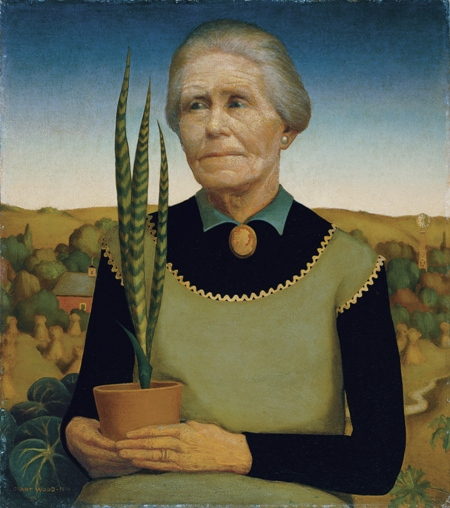
Femme aux plantes

Il recrute sa sœur Nan (1899-1990) comme modèle de la femme. Il lui amincit le visage, allonge le cou, la vieillit et masque son épaisse chevelure blonde par une coiffure avec cheveux tirés et attachés en chignon bas et raie sévère au milieu. Elle arbore un bijou de famille déjà présent sur le portrait de sa mère, Femme aux plantes, peint en 1929. Wood trouve le tablier typique des pionniers dans une maison de vente par correspondance de Chicago.
L'homme est inspiré du dentiste de Wood, le docteur Byron McKeeby (1867-1950) de Cedar Rapids (Iowa) qui pose à contrecœur. La salopette dont il est vêtu rappelle le bleu de travail que portait Wood lui-même au quotidien dans son atelier. Wood affirme ainsi son appartenance au monde rude de la campagne.
Si, au départ, Wood assure aux modèles qu'ils seraient méconnaissables, il ne tient pas sa promesse ce qui lui attirera quelques tracas. Chaque élément est peint indépendamment ; les modèles ont posé séparément, et jamais devant la maison.

### Contexte historique de création
Wood peint ce tableau l'année qui suit le krach boursier de 1929, année noire qui plonge l'Amérique dans une crise financière sans précédent. La situation du monde rural se dégrade : les paysans doivent rembourser leurs dettes précipitamment alors que le prix des aliments baisse.
À cette époque, la scène artistique est contrastée aux États-Unis. La ville de New-York, cosmopolite et internationale, est le refuge des précurseurs, des artistes privilégiés européens dans un contexte politique de crise. À l'opposé, les peintres régionalistes comme Grant Wood et ses amis Thomas Hart Benton ou John Steaurt Curry s'attachent à dépeindre l'Amérique profonde du Midwest et à dénoncer les nouvelles inégalités liées à la Grande Dépression qui suit l'effondrement de la Bourse de New-York. Grant Wood déplore que de nombreux artistes américains restent sclérosés dans une « dépendance de l'Europe ».

## Réception
Grant Wood montre sa peinture pour la première fois dans un concours à l'Institut d'art de Chicago. Les juges y voient une comic Valentine (peinture romantique et comique), mais un mécène du Musée les convainc de lui accorder la médaille de bronze et 300 $. Il persuade l'Institut d'acheter le tableau, qui s’y trouve encore aujourd'hui. L'image est bientôt reproduite dans les journaux, d'abord par le Chicago Evening Post (en), puis à Indianapolis, Kansas City, New York et Boston. Cependant, Wood subit un retour de bâton lorsque l'image paraît dans la Gazette de Cedar Rapids. Les habitants de l'Iowa sont furieux d'être représentés « pincés, grimaçants, puritains fanatiques ». Une fermière menace Wood de lui arracher l'oreille avec les dents. « Je reçus une tempête de protestations de la part de fermières de l'Iowa qui pensaient que je faisais leur caricature», confie Wood. Il proteste qu'il n'a pas peint une caricature des habitants de l'Iowa, mais une représentation des Américains. Nan, apparemment gênée d'être représentée sous les traits d'une femme mariée à un homme de deux fois son âge, affirme que la peinture représente un homme et sa fille, ce que Grant semble confirmer dans une lettre adressée à une certaine Nellie Sudduth en 1941.
Les critiques favorables au tableau, comme celles de Gertrude Stein et de Christopher Morley, supposent qu'il se veut une satire de la vie dans une petite ville rurale. Elles s'inscrivent dans une tendance de critiques de l'Amérique rurale, comme en littérature avec Winesburg Ohio de Sherwood Anderson (1919), Main Street de Sinclair Lewis (1920) et The Tattoed Countess de Carl Van Vechten (1924).
Une autre interprétation y voit comme un « portrait de deuil à l'ancienne mode. » Les rideaux suspendus dans les fenêtres de la maison, à l'étage et en bas, sont fermés au milieu de la journée, une coutume de deuil de l'Amérique victorienne. La femme porte une robe noire sous son tablier et regarde au loin comme si elle retenait ses larmes. On imagine qu'elle est en deuil de l'homme à côté d'elle… » Grant n'avait que 10 ans quand son père est mort, et il a vécu ensuite une décennie « au-dessus d'un garage réservé aux corbillards », il avait donc la mort à l'esprit.
Quoi qu'il en soit, avec le début de la Grande Dépression, la peinture est considérée comme une représentation de l'inébranlable esprit pionnier américain. Wood contribue à ce changement d'interprétation en renonçant à sa vie de bohème à Paris pour rejoindre les peintres populistes du Midwest comme John Steuart Curry et Thomas Hart Benton, qui se révoltent contre la prédominance des cercles d'art de la côte Est. On fait dire à Wood : « toutes les bonnes idées que j'ai eues me sont venues en trayant une vache. »
En 1934, le magazine américain Time reproduit le tableau en pleine page et affirme : « Ce tableau n'aurait pu être peint autre part qu'aux États-Unis ». Dans l'article associé à l'œuvre, l'hebdomadaire avance l'intérêt croissant que porte le marché de l'art américain pour les peintres faisant le portrait des États-Unis. Cet éloge du courant régionaliste suscite des contestations.

## Expositions
En Europe
L'œuvre traverse l'Atlantique pour la première fois en 2016. Elle est exposée en France à Paris au musée de l'Orangerie.
Elle « témoigne de l'Histoire et d'une certaine idée de l'Amérique » dit Laurence des Cars, alors directrice du musée et commissaire de l'exposition.
Aux États-Unis
Le tableau revient après 10 ans à New-York en 2018. Il est présenté au Whitney Museum of American Art de New York lors de l'exposition « Grant Wood: American Gothic and other Fables » au printemps 2018.

## Citations dans la culture populaire
Cette section ne s'appuie pas, ou pas assez, sur des sources secondaires ou tertiaires indépendantes du sujet. Le texte peut contenir des analyses inexactes ou inédites de sources primaires.
Pour l'améliorer, ajoutez-en, ou placez des modèles {{Source secondaire souhaitée}} ou {{Source secondaire nécessaire}} sur les passages mal sourcés. (janvier 2024)
Ce tableau apparaît dans plusieurs œuvres de fiction. Il s'agit d'une des œuvres peintes les plus reproduites et parodiées de l'art américain.
- Dans le film Juré n° 2 (2024), les personnages interprétés par Nicholas Hoult et Zoey Deutch se déguisent en référence au tableau[15].
- Dans le film The Rocky Horror Picture Show (1975), des éléments de la scène du mariage au début du film font directement référence à ce tableau : l'architecture de l'église épiscopale de Denton présente des similitudes avec la maison, et une femme et un homme, fourche à la main, habillés et coiffés de manière presque identique à ceux du tableau, apparaissent devant l'église. Plus loin, le tableau est reproduit à l’identique dans le manoir du docteur Frank-N-Furter. Enfin, le personnage de Riff Raff est pratiquement chauve, armé d'un laser en forme de fourche.
- Dans le générique de la série télévisée Desperate Housewives, il est détourné par l’intrusion d’une pin-up des années 1950.
- Dans la série animée Les Simpson, il sert de modèle pour une pose des personnages dans l'épisode Homer et sa bande. Il est également visible dans la maison des Simpson dans l'épisode Mon pote l'éléphant.
- Dans l'épisode 7 de la sixième saison de la série télévisée Dexter, celui-ci tient une fourche (avec laquelle il vient de tuer quelqu'un) en compagnie du fantôme de son frère devant une affiche publicitaire représentant la maison.
- Dans Doctor Who saison 3 épisode 3, un couple de voyageurs bloqués dans l'embouteillage est analogue à celui du tableau.
- En 1991, dans le dessin animé La Belle et la Bête de Disney, lors de la chanson « Être humain à nouveau », Madame Samovar et Big Ben se déguisent en ces personnages.
- Dans le dessin-animé de Disney Mulan (1998) : lors de l'intervention des ancêtres de la famille (à la 21e minute), un des couples est une citation du tableau.
- En 1986, sur l'affiche du film Une affaire de famille (American Gothic) de John Hough avec Rod Steiger.
- Dans la pochette de l'album Daggers Drawn de Ginger Ale.
- Dans le film Signes de Night Shyamalan (2002) reproduit à l'identique.
- Dans le film La Nuit au musée 2 (2009), Larry Daley confie la tablette d’Ahkmenrah au paysan peint sur un tableau et lui prend sa fourche pour affronter les soldats de Kahmunrah.
- Dans la série Les Arpents verts avec Eddie Albert et Eva Gabor.
- Dans l'album de Lucky Luke, d'après Morris, La Terre promise, d'Achdé et Jul, première vignette de la planche 8.
- En 2015, sur la pochette de l'album The Monsanto Years de Neil Young, celui-ci est représenté à la place du fermier.
- Dans les statues monumentales de Seward Johnson[16].
- Sur la pochette du jeu vidéo Worm Whomper (1983).
- Dans le jeu vidéo Hearthstone, une carte nommée "Mamâche et Papatte" s'inspire du tableau et de ses personnages.